# Николаевка (Воротынский район)
Николаевка  — деревня в Воротынском районе Нижегородской области, в составе Красногорского сельсовета.

## Географическое положение
Деревня Николаевка расположена в 2,5 км к югу от федеральной трассы «Волга» и в 24 км к западу от районного центра Воротынец.

## Население
| 2002 | 2010 |
| ---- | ---- |
| 54   | ↘36  |